# Beyoncé
Beyoncé Giselle Knowles-Carter (/biˈjɒnseɪ/, sinh ngày 4 tháng 9 năm 1981) thường được biết đến với nghệ danh Beyoncé, là một nữ ca sĩ, nhạc sĩ, vũ công, nhà sản xuất âm nhạc và diễn viên người Mỹ. Sinh ra và lớn lên tại Houston, Texas, cô biểu diễn trong nhiều cuộc thi ca hát và nhảy múa từ khi còn là một đứa trẻ và bắt đầu nổi tiếng vào cuối những năm 1990 khi là giọng ca chính của nhóm nhạc nữ Destiny's Child. Được quản lý bởi cha cô, Mathew Knowles, nhóm trở thành một trong những nhóm nhạc nữ ăn khách nhất mọi thời đại. Trong thời gian gián đoạn của nhóm, Beyoncé phát hành album đầu tiên, Dangerously in Love (2003) xác nhận cô như là một nghệ sĩ đơn ca trên toàn thế giới. Album giành năm giải Grammy và đứng đầu bảng xếp hạng Billboard Hot 100 với hai đĩa đơn "Crazy in Love" và "Baby Boy".
Sau khi Destiny's Child tan rã vào tháng 6 năm 2005, cô phát hành album B'Day (2006), bao gồm những ca khúc thành công "Déjà Vu", "Irreplaceable" và "Beautiful Liar". Beyoncé cũng tham gia diễn xuất, giành một đề cử Quả cầu vàng trong Giấc mơ danh vọng (2006) và vai diễn chính trong The Pink Panther (2006) và Obsessed (2009). Cuộc hôn nhân với rapper Jay-Z và vai diễn Etta James trong Cadillac Records (2008) ảnh hưởng đến hình ảnh của cô trong album thứ ba, I Am... Sasha Fierce (2008). Album lập kỷ lục giành sáu giải Grammy vào năm 2010, bao gồm giải "Bài hát của năm" cho "Single Ladies (Put a Ring on It)". Beyoncé tạm dừng sự nghiệp âm nhạc và lấy lại sự kiểm soát vào năm 2010; album thứ tư của cô, 4 (2011), mang giai điệu chín chắn và ngọt dịu, khám phá phong cách nhạc funk của những năm 1970, pop của những năm 1980 và soul của những năm 1990. Album thứ năm được đánh giá cao của cô, Beyoncé (2013) là sự khác biệt với các sản phẩm phát hành trước đó bởi sản xuất thăm dò và thử nghiệm về các chủ đề tăm tối hơn. Album thứ sáu của cô, Lemonade (2016), được phát hành cùng với một bộ phim ngắn cùng tên, là album bán chạy nhất thế giới năm 2016 và là album được đánh giá cao nhất trong sự nghiệp của cô. Vào 2018, cô cho ra mắt Everything Is Love, một album hợp tác cùng chồng, rapper Jay-Z, dưới nghệ danh the Carters. Hợp tác cùng những nghệ sĩ khác, Beyoncé đã đứng đầu bảng xếp hạng Billboard Hot 100 với các bản phối lại như "Perfect" cùng Ed Sheeran vào 2017 và "Savage" cùng Megan Thee Stallion vào 2020. Cùng năm, cô ra mắt bộ phim âm nhạc Black Is King, và nhận được nhiều lời khen ngợi từ các nhà phê bình. Năm 2022, Beyoncé tiếp tục nhận được nhiều lời khen ngợi từ giới phê bình cho album phòng thu thứ bảy của cô, Renaissance, với thể loại disco và house.
Beyoncé đã bán được hơn 200 triệu đĩa trên toàn thế giới với tư cách là nghệ sĩ solo, và hơn 60 triệu bản dưới danh nghĩa thành viên của nhóm nhạc nữ Destiny's Child, khiến cô trở thành một trong những nghệ sĩ bán chạy nhất mọi thời đại. Billboard xếp cô thứ 37 trong danh sách những nghệ sĩ vĩ đại nhất mọi thời đại. Hiệp hội Công nghiệp Ghi âm Hoa Kỳ (RIAA) công nhận cô là Nghệ sĩ được chứng nhận hàng đầu của thập kỷ 2000. Theo RIAA, Beyoncé đã bán được 29,5 triệu album và 114 triệu đĩa đơn (với tư cách là nghệ sĩ đơn) tại Hoa Kỳ. Tính đến tháng 8 năm 2022, RIAA liệt kê tổng doanh số được chứng nhận của cô với tư cách là một nghệ sĩ solo (bao gồm dưới vai trò nghệ sĩ hợp tác) là hơn 171 triệu bản ở Hoa Kỳ. Ngoài ra, Beyoncé đã bán được 17 triệu album tại Hoa Kỳ với tư cách là một thành viên của nhóm nhạc nữ Destiny's Child.
Năm 2009, Billboard vinh danh cô là "Nghệ sĩ đứng đầu Top Radio Songs của thập kỷ", "Nữ nghệ sĩ hàng đầu của thập niên 2000" và trao tặng giải thưởng Thiên niên kỷ vào năm 2011. Tạp chí Time liệt kê cô trong danh sách 100 người có ảnh hưởng nhất thế giới trong năm 2013 và năm 2014. Forbes cũng gọi cô là nữ nghệ sĩ quyền lực nhất trong làng giải trí năm 2015. Vào năm 2016, Beyoncé xuất hiện ở vị trí thứ sáu trong danh sách Nhân vật của năm.

## Thời thơ ấu
Beyoncé Giselle Knowles sinh ra ở Houston, Texas, bởi mẹ là Celestine "Tina" Knowles (nhũ danh Beyincé), một thợ làm tóc và chủ sở hữu một cửa hiệu, và cha là Mathew Knowles, một người quản lý bán hàng của Xerox (một tập đoàn toàn cầu của Mỹ bán dịch vụ kinh doanh và công nghệ tài liệu). Tên của Beyoncé là tên thời con gái của mẹ cô, được nhắc đến như sự tôn kính đến mẹ của mình. Em gái của Beyoncé, Solange cũng là một ca sĩ và là một cựu thành viên của Destiny's Child. Solange và Beyoncé là những người chị em đầu tiên mà cả hai đều đã có album đứng số 1. Ông Mathew là người Mỹ gốc Phi, trong khi bà Tina là người gốc Louisiana Creole (châu Phi, người Mỹ bản địa, người Pháp). Qua mẹ, Beyoncé là một hậu duệ của Joseph Broussard, một nhà lãnh đạo của người Acadia (con cháu của thực dân Pháp, những người định cư ở Acadia trong suốt thế kỷ XVII và XVIII).
Beyoncé đã theo học tại Trường tiểu học St. Mary ở Houston, nơi cô đăng ký học lớp khiêu vũ. Tài năng ca hát của cô được phát hiện khi giảng viên múa Darlette Johnson bắt đầu ngân nga một bài hát và Beyoncé đã hoàn thành nó với khả năng chạm tới những nốt cao vút. Sự thích thú của Beyoncé trong âm nhạc và biểu diễn vẫn tiếp tục sau khi cô tham gia một cuộc thi tài năng lúc bảy tuổi, cô hát ca khúc "Imagine" của John Lennon để đánh bại những đối thủ 15-16 tuổi khác và giành chiến thắng. Trong mùa thu năm 1990, Beyoncé theo học tại Trường tiểu học Parker, một trường học âm nhạc tại Houston, nơi cô đã biểu diễn với dàn hợp xướng của trường. Cô cũng theo học tại trường trung học Nghệ thuật biểu diễn và tạo hình và sau đó là trường trung học Alief Elsik. Beyoncé cũng là một thành viên của dàn hợp xướng tại nhà thờ St. John's United Methodist Church như một nghệ sĩ solo trong hai năm.
Khi Beyoncé lên tám, cô và người bạn thời thơ ấu Kelly Rowland đã gặp LaTavia Roberson tại một buổi thử giọng cho nhóm nhạc giải trí nữ. Họ được đặt vào một nhóm với ba cô gái khác và lấy tên nhóm là Girl's Tyme, nhóm rap và nhảy múa trên các chương trình tài năng vòng quanh Houston. Sau khi nhìn thấy nhóm, nhà sản xuất R&B Arne Frager đưa họ đến phòng thu của ông ở Bắc California và để nhóm tham gia chương trình Star Search, chương trình tài năng lớn nhất trên truyền hình quốc gia vào thời điểm đó. Girl's Tyme thất bại trong việc giành chiến thắng, và Beyoncé sau đó nói rằng bài hát mà họ đã trình diễn là không tốt.
Năm 1995 cha của Beyoncé đã từ chức khỏi công việc của mình để quản lý nhóm. Động thái này làm giảm một nửa thu nhập của gia đình Beyoncé, và cha mẹ cô đã buộc phải di chuyển vào căn hộ riêng biệt. Mathew cắt giảm đội hình gốc của nhóm thành bốn người và tiếp tục biểu diễn mở màn cho các nhóm nhạc nữ R&B khác. Các cô gái tham gia thử giọng trước khi thu âm và cuối cùng đã được ký kết với hãng Elektra Records, và chuyển sang hãng Atlanta Records và làm việc trong một thời gian ngắn cho đĩa thu đầu tiên của họ, nhưng bị cắt bởi công ty thu âm. Điều này đã tạo thêm căng thẳng trong gia đình, và cha mẹ của Beyoncé quyết định ly thân. Ngày 5 tháng 10 năm 1995, Dwayne Wiggins của công ty Grassroots Entertainment đã ký hợp đồng với nhóm. Năm 1996, các cô gái bắt đầu thu âm album đầu tay của họ dưới một thỏa thuận với Sony Music, gia đình Knowles đoàn tụ, và ngay sau đó, nhóm đã ký hợp đồng với hãng Columbia Records.

## Sự nghiệp

### 1997–2002: Destiny's Child

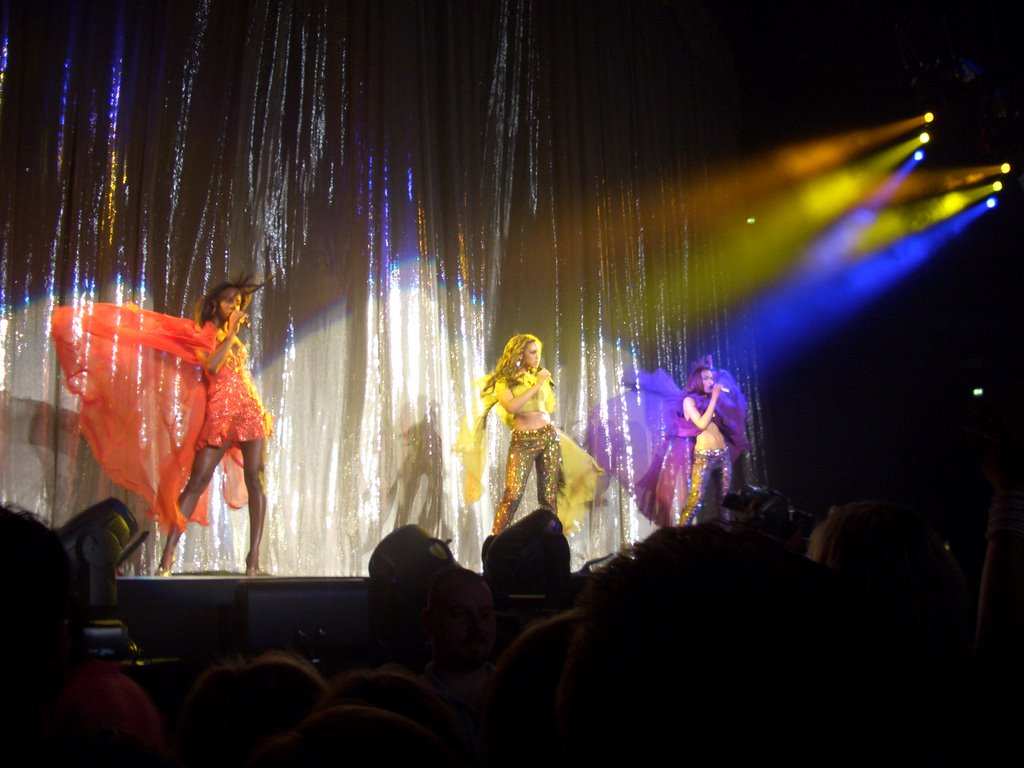
Destiny's Child đang trình diễn ca khúc thành công năm 2000 của mình, "Say My Name".

Lấy từ một đoạn trong quyển sách Book of Isaiah, tên của nhóm đã được đặt lại là Destiny's Child vào năm 1993. Cùng với nhau, các thành viên đã tham gia các sự kiện tại địa phương, và sau bốn năm cùng nhau, nhóm đã ký hợp đồng với Columbia Records vào cuối năm 1997. Cùng năm đó, Destiny's Child đã chính thức ghi đĩa bài hát đầu tay của mình, "Killing Time", làm nhạc nền của bộ phim năm 1997,Men in Black . Một năm sau, nhóm phát hành album đầu tay tự làm của họ, thành công lớn đầu tiên của họ "No, No, No". Album thành lập nhóm như là một hành động có hiệu quả trong ngành công nghiệp âm nhạc, vừa tích lũy kinh nghiệm vừa kiếm thu nhập nhưng họ đã giành được 3 giải thưởng của Soul Train Lady of Soul Awards là "Đĩa đơn hay nhất cho R&B/Soul", "Album R&B/Soul tốt nhất của năm" và "Best R&B/Soul or Rap New Artist" cho "No, No, No". Tuy nhiên, nhóm đã đạt đến trình độ ngôi sao sau khi họ phát hành và giành được đĩa bạch kim với album thứ hai The Writing's on the Wall trong năm 1999. Album có một số bài hát của nhóm được nhiều người biết đến như "Bills, Bills, Bills", đĩa đơn đầu tiên trong album thứ hai của nhóm, "Jumpin' Jumpin'", và "Say My Name", mà đã trở thành bài hát thành công nhất của họ vào thời điểm đó, và sẽ vẫn là một trong những bài hát dạo đầu của họ. "Say My Name" giành chiến thắng trong Best R&B Performance by a Duo or Group with Vocals và Giải Grammy dành cho Bài hát R&B xuất sắc nhất tại Giải Grammy 2001. The Writing's on the Wall đã bán được hơn bảy triệu bản, về cơ bản trở thành album đột phá của họ.
Cùng với những thành công thương mại của họ, nhóm đã vướng vào tình trạng mâu thuẫn nội bộ - công bố công khai liên quan đến việc nộp đơn vụ kiện về vi phạm hợp đồng. Hai thành viên của nhóm - LeToya Luckett và LaTavia Roberson - buộc tội ông Mathew Knowles chia lợi nhuận của nhóm không đều cho các thành viên, giành quyền kiểm soát quá nhiều và thiên vị một cách không công bằng đối với cô con gái Beyoncé của ông. Trong khi cả hai không hề có ý định rời khỏi nhóm nhưng mối quan hệ mâu thuẫn giữa các thành viên trong nhóm vẫn tự nhiên lớn lên theo một chiều hướng xấu. Khi video "Say My Name" của nhóm ra mắt, rất nhiều người hâm mộ rất ngạc nhiên khi thấy 2 thành viên mới là Michelle Williams và Farrah Franklin xuất hiện cùng với Beyoncé và Kelly Rowland. Không lâu sau, Farrah Franklin, người thay thế một thành viên trong nhóm cách đó 5 tháng, rời nhóm vì không chịu nổi áp lực làm việc. Cùng thời gian đó, vào cuối năm 2000, Roberson và Luckett từ bỏ vụ kiện chống lại Rowland và Knowles nhưng vẫn tiếp tục theo kiện chống lại cha của Knowles. Theo như thỏa thuận giữa hai bên, không bên nào được công kích phía còn lại trước báo chí và công luận. Qua những vụ kiện, nhóm chỉ còn ba thành viên đó là Beyoncé Knowles, Kelly Rowland và Michelle Williams.
Tháng 10 năm 2000, nhóm được nhận lời mời hát nhạc phim cho bộ phim "Charlie's Angels" (Những thiên thần của Charlie), với "Independent Women Part 1". Bài hát này đã dẫn đầu bảng xếp hạng Billboard Hot 100 của Hoa Kỳ trong 11 tuần liên tục, góp phần đưa danh tiếng của Destiny's Child lên một tầm cao mới. Năm 2001, album giành được giải Nhóm nhạc trình diễn thể loại R&B hay nhất và Bài hát R&B hay nhất tại lễ trao giải Grammy lần thứ 43. "Survivor", album thứ ba của nhóm đã đứng đầu bảng xếp hạng Billboard 200, bán được hơn 663.000 bản trong tuần đầu tiên. Đến nay, Survivor đã bán được hơn 10 triệu bản trên toàn thế giới, hơn bốn mươi phần trăm trong số đó đã được bán riêng ở Hoa Kỳ. Bên cạnh "Independent Women Part 1", album có các bài hát nổi bật như "Survivor", "Bootylicious", bài hát thứ hai trong album đứng đầu bảng xếp hạng Billboard Hot 100 ở Hoa Kỳ, và "Emotion". Nội dung của bài hát "Survivor" đã khiến cho Roberson và Luckett khởi kiện lại nhóm nhạc vì cho rằng bài hát đã phá vỡ thỏa thuận giữa đôi bên về việc không được công kích phía còn lại. Vụ kiện này đã được dàn xếp vào tháng 6 năm 2002. Trong thời gian đó, nhóm cho ra 2 album khác bao gồm "8 days of Christmas" dành riêng cho ngày lễ Giáng sinh 2001 và "This is The Remix" tổng hợp các bản remix. Các album ra đời đưa làn sóng các những người hâm mộ càng lên cao. Nhóm cũng đã hoàn thành chuyến lưu diễn quốc tế trong năm này. Năm 2002, Destiny's Child kiếm được 71 triệu đôla từ tổng doanh thu bán đĩa, những hoạt động tài trợ, đỡ đầu và lưu diễn. Sau đó, nhóm đã thông báo nhóm sẽ tan rã trong một thời gian ngắn để mỗi thành viên trong nhóm theo đuổi sự nghiệp solo của riêng mình.
Trong năm 2000, Knowles ký hợp đồng thu 3 album cho hãng đĩa Columbia Records. Khi còn ở trong nhóm Destiny's Child, Knowles cũng góp mặt trong bài hát song ca với Marc Nelson "After All is Said and Done", video ca nhạc "I Got That" của nghệ sĩ nhạc rap Amil. Vừa hoàn thành xong album "Survivor" của Destiny's Child, đầu năm 2001, Beyoncé nhận vai Carmen trong bộ phim truyền hình ăn khách của kênh MTV Hoa Kỳ, Carmen: A Hip Hopera, đóng cặp với diễn viên Mekhi Phifer. Được làm tại Philadelphia, bộ phim là một sự thể hiện hiện đại của vở opera thế kỷ XIX Carmen của nhà soạn nhạc người Pháp Georges Bizet.
Năm 2002, Beyoncé nhận vai Foxxy Cleopatra trong bộ phim hài Austin Powers in Goldmember cùng với diễn viên Mike Myers. Bộ phim này đã gặt hái nhiều thành công với doanh thu 73,1 triệu đô la trong tuần công chiếu đầu tiên. Cũng trong năm đó, cô cho ra đời đĩa đơn đầu tiên trong sự nghiệp solo mang tên "Work It Out" cho bộ phim. Đây là ca khúc mang một phong cách khác biệt của Knowles tuy nhiên không đạt được thành công tại Hoa Kỳ. Năm tiếp theo đó, Knowles cùng diễn viên Cuba Gooding, Jr. đóng cùng với nhau trong bộ phim hài lãng mạn "The Fighting Temptations", và thu âm bài hát "Fighting Temptation" để làm nhạc phim (cùng với các ca sĩ nữ Missy Elliott, MC Lyte, và nghệ sĩ hát rap Free) và một bản Cover của "Fever".

### 2003–07:Dangerously in LovevàB'Day
Cùng trong năm 2003, Knowles cùng với bạn trai - bây giờ là chồng của cô là Jay-Z thu âm bài hát "'03 Bonnie & Clyde". Đồng thời cô cũng thu âm lại bài "In Da Club" của 50 Cent và được ra mắt vào tháng 3 năm 2003. Luther Vandross và Knowles đã thu âm lại ca khúc "The Closer I Get to You", chính là phiên bản cover của ca khúc được sản xuất năm 1977 do Roberta Flack và Donny Hathaway trình bày. Bài hát này đem cho họ một giải Grammy cho Best R&B Performance by a Duo or Group with Vocals. Vandross, người hát cùng với cô, giành một giải Grammy cho Best Male R&B Vocal Performance nhờ một bài hát khác cũng với sự góp giọng của Knowles với tựa đề "Dance With My Father".
Sau khi Williams và Rowland phát hành những bài hát trong nỗ lực solo của họ, Knowles phát hành album solo đầu tay của cô, Dangerously in Love, vào tháng 6 năm 2003. Với đặc trưng là có nhiều cộng tác viên âm nhạc, album chứa một sự kết hợp của những bài hát uptempo và Slow jam. Album ra mắt đã đứng vị trí số một trong Billboard 200, bán được 317.000 bản sao trong tuần đầu tiên phát hành. Chứng nhận 4x bạch kim vào 5 tháng 8 2004 bởi Recording Industry Association of America, album đã bán được 4,2 triệu bản sao cho đến nay tại Hoa Kỳ.
"Crazy in Love", được phát hành như bài hát đầu tiên của album đứng trong Billboard Hot 100 trong 8 tuần liên tiếp và đứng đầu bảng xếp hạng nhiều nước trên toàn thế giới. Knowles cũng thành công trong việc thống trị âm nhạc tại Vương quốc Anh, đồng thời đứng đầu bảng xếp hạng album và đĩa đơn ở đó. Bài hát thứ hai trong Album, "Baby Boy", mà tính năng múa minh họa ca sĩ Sean Paul, cũng đã trở thành một trong những hit lớn nhất của năm 2003, thống trị radio airplay Hoa Kỳ và chiếm vị trí đứng đầu trong chín tuần liên tiếp trên Billboard Hot 100 - hơn một tuần so với "Crazy in Love". Không giống như "Crazy in Love", ba đĩa đơn cuối cùng đạt được nhiều thành công ngay lập tức về thương mại, thúc đẩy album đứng vào vị trí đầu bảng xếp hạng và đi một chặng đường dài về hướng là nó đang được chứng nhận nhiều đĩa bạch kim.
Knowles giành được 5 giải thưởng trong giải Grammy lần 46 năm 2004, cho nỗ lực solo của mình, bao gồm Best Female R&B Vocal Performance cho "Dangerously in Love 2", Bài hát R&B hay nhất cho "Crazy in Love", và Best Contemporary R&B Album. Cô có cùng điểm nổi trội này với bốn nữ nghệ sĩ khác: Lauryn Hill (1999), Alicia Keys (2002) Norah Jones (2003) và Amy Winehouse (2008) cho đến năm 2010, khi cô giành 6 giải Grammy trong một đêm. Năm 2004, cô đã giành một giải BRIT Award cho nữ ca sĩ quốc tế hát solo.

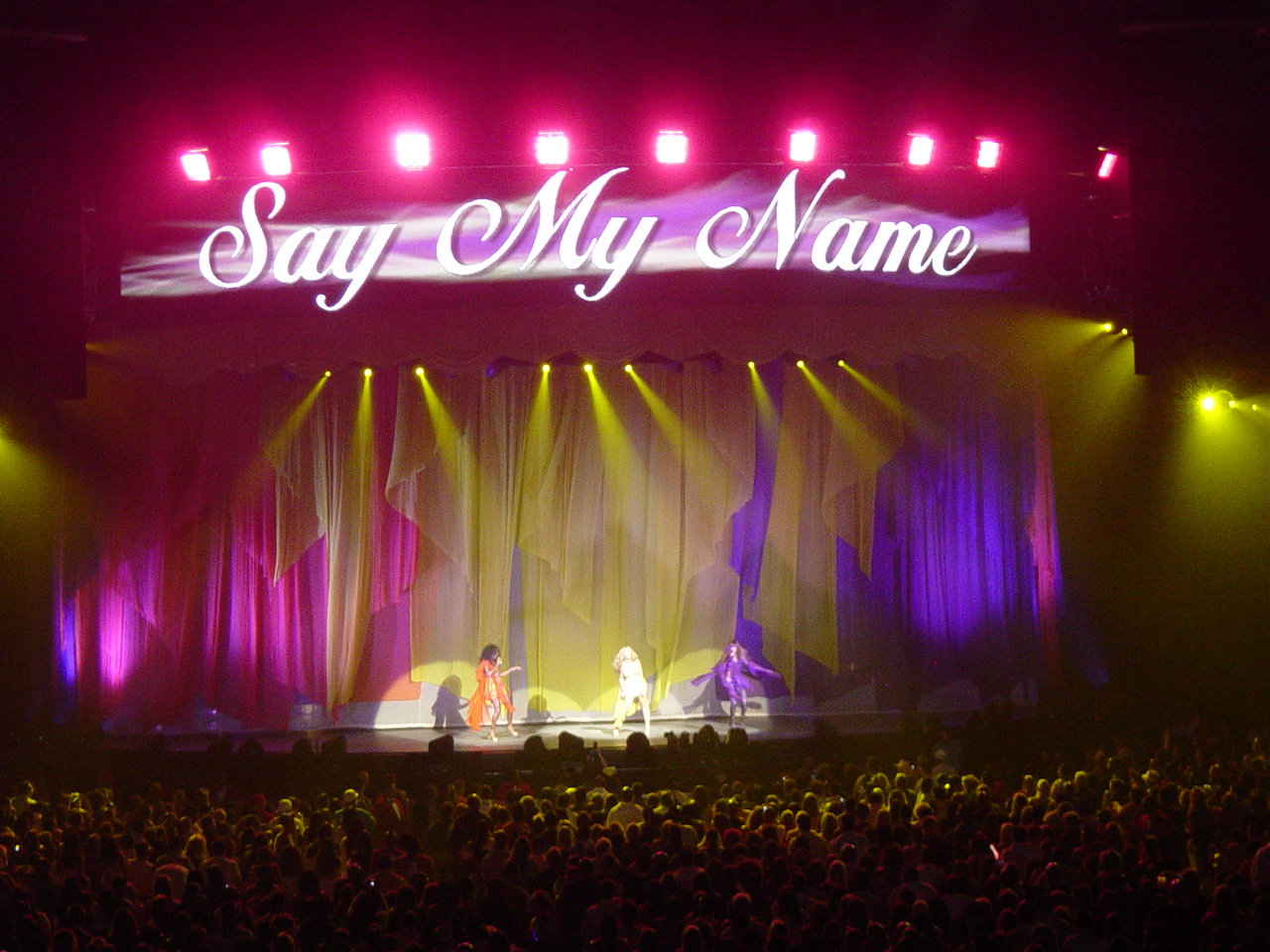
Destiny's Child biểu diễn ca khúc "Say My Name" trong chuyến lưu diễn chia tay của nhóm với tên gọi Destiny Fulfilled... and Lovin' It.

Trong năm 2004, Knowles có ý định phát hành album thứ hai của mình, bao gồm những bài hát chưa được xuất hiện trong album đầu tay Dangerously In Love. Tuy nhiên ý định của cô không thành công vì lịch trình của cô bị ảnh hưởng bởi việc thu âm của Destiny's Child và album cuối cùng của nhóm. Đầu năm 2004, Knowles biểu diễn trong lễ quốc khánh Hoa Kỳ ở Super Bowl XXXVIII tại Sân vận động Reliant ở Houston; cô thừa nhận rằng việc đó là giấc mơ lớn của mình khi cô còn bé.
Năm 2004, sau khi chia tay được ba năm, mỗi thành viên tập trung vào các dự án solo cá nhân của mình, Knowles tái nhập với Rowland và Williams để cho ra album Destiny Fulfilled, phát hành vào tháng 11 năm 2004. Album này đứng ở vị trí thứ hai của bảng xếp hạng Billboard 200 và mang lại cho nhóm 3 đĩa đơn đứng trong tốp 40 của bảng xếp hạng Billboard Hot 100 bao gồm "Lose My Breath" và "Soldier". Trong việc hỗ trợ cho album, Destiny's Child bắt tay vào việc thực hiện lưu diễn trên thế giới Destiny Fulfilled... And Lovin' It trong năm 2005, bắt đầu vào tháng 4 và kết thúc vào tháng 9. Tháng 6 năm 2005, nhóm thông báo tại buổi diễn tại Barcelona, Tây Ban Nha rằng họ sẽ chính thức tan rã sau chuyến lưu diễn vòng quanh thế giới và điểm dùng chân cuối cùng là ở Bắc Mỹ. Nhưng chính Beyoncé nói rằng sự chia tay này không phải là vĩnh viễn mà chỉ là sự ra đi tạm thời của cô khỏi những dự án mới của nhóm trong tương lai. Beyoncé nói với MTV News:
"Bất cứ khi nào chúng tôi xuất hiện trên show truyền hình, những người chủ chương trình đều nói rằng đây là show cuối cùng nhưng đối với chúng tôi đó không phải là cuối cùng. Bởi vì chúng tôi vẫn hát với nhau, hát đi hát lại nhiều lần. Chúng tôi yêu nhau và chúng tôi là bạn. Đó là album cuối cùng nhưng không phải là show cuối cùng."
Tuy album không giành được một giải Grammy nào nhưng chính album này cũng được nằm trong danh sách đề cử. Trong thời gian đó, nhóm được vinh dự nhận một giải thưởng mà tên gọi của nó là mong muốn của nhiều nhiều các nhóm nhạc khác, giải Nhóm nhạc nữ bán chạy nhất mọi thời đại.
Tháng 10 năm 2005, nhóm cho ra đời album #1's tổng hợp các bài hát hay nhất của nhóm và 3 ca khúc mới. Số hit lớn nhất của bộ sưu tập cũng bao gồm ba bài nhạc mới, bao gồm "Stand Up for Love". Destiny's Child được vinh danh với một ngôi sao trên Đại lộ Danh vọng Hollywood vào tháng 3 năm 2006. Họ cũng được công nhận là nhóm nhạc nữ trên thế giới có số đĩa bán chạy nhất mọi thời đại. Nhà soạn nhạc nổi tiếng David Foster, và con gái của ông Amy Foster-Gillies, cùng với Knowles viết bài hát "Stand Up For Love". Ca khúc đã trở thành bài hát chính thức của Ngày Trẻ em thế giới liên quan đến những vấn đề như nạn nghèo đói ở thế giới thứ 3 và thiên tai. "Stand Up For Love" là đĩa đơn cuối cùng của nhóm. "#1's " đứng ở vị trí số 6 trong tổng số top 40 album hay nhất trên bảng xếp hạng Anh quốc và bán được hơn 30.000 bản trong tuần đầu tiên, hơn thế nữa nó còn đạt vị trí quán quân trên bảng xếp hạng Billboard 200 album của Hoa Kỳ với 113.000 bản bán ra trong tuần đầu ra mắt. Buổi trình diễn cuối cùng của Destiny's Child được phát sóng trên truyền hình là tại NBA All-Star Game ngày 19 tháng 2 năm 2006, tại Houston, Texas – quê hương của các cô gái.
Tiếp tục với sự nghiệp diễn xuất, Knowles nhận lời mời đóng phim The Pink Panther. Trong bộ phim này cô vào vai Xania, ca sĩ nhạc Pop nổi tiếng, đóng cùng với diễn viên Steve Martin, người đóng vai Inspector Clouseau. Bộ phim phát hành vào ngày 10 tháng 2 năm 2006 và chiếm được ngôi đầu bảng xếp hạng tại Hoa Kỳ với 21,7 triệu đô la thu về từ tuần đầu tiên. Beyoncé còn thu âm bài hát "Check on It" cho soundtrack của bộ phim, với hai ca sĩ nhạc rap Slim Thug và Bun B. "Check On It" giành vị trí đầu bảng của bảng xếp hạng Billboard Hot 100 tại Hoa Kỳ trong 5 tuần liên tục. Video clip của ca khúc giành giải "Video R&B xuất sắc nhất" trong lễ trao giải MTV Video Music Awards năm 2006.
Vào cuối năm 2005, Knowles một lần nữa để album thứ hai của mình bị giữ lại sau khi cô hoàn thành vai phụ trong bộ phim âm nhạc Giấc mơ danh vọng, bộ phim được làm lại từ vở Broadway cùng tên vào năm 1981 nói về cuộc đời ca hát của nhóm nhạc nữ nổi tiếng tại hãng thu âm Motown, The Supremes. Trong bộ phim, cô đóng vai Deena Jones - được coi là hiện thân của Diana Ross. Knowles nói với tạp chí Billboard: "Tôi sẽ không viết cho album này cho đến khi tôi thực hiện xong bộ phim."" Ra mắt vào tháng 12 năm 2006, dàn diễn viên của Dreamgirls bao gồm Jamie Foxx, Eddie Murphy, và Jennifer Hudson. Knowles cũng đã thu âm bài hát "Listen" cho soundtrack của bộ phim. Phim đã giành 3 giải thưởng quan trọng tại lễ trao giải Quả Cầu Vàng lần thứ 64. Vào 14 tháng 12 năm 2006, Knowles đã giành được hai đề cử cho Diễn viên chính Xuất sắc cho thể loại phim Nhạc Kịch hay Phim hài và Giải Nhạc phim của năm cho Listen.

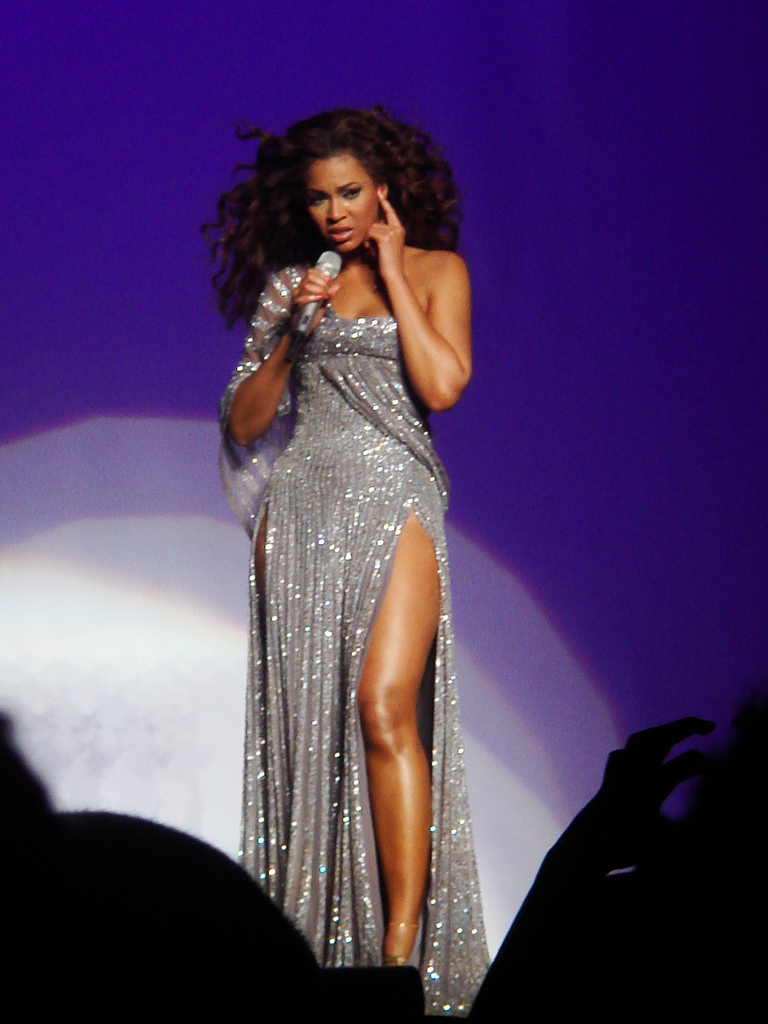
Knowles biểu diễn "Listen" từ Dreamgirls, trong chuyến lưu diễn The Beyoncé Experience năm 2007.

Sau khi hoàn tất vai diễn Denna Jones trong bộ phim Dreamgirls, Knowles tiếp tục bắt tay vào album thứ hai của mình. Cô nói với MTV News: "Khi bộ phim hoàn thành, tôi đã có rất nhiều ý tưởng cho album mới của mình". Trong album này, Beyoncé đã hợp tác với nhiều nhạc sĩ như Rich Harrison, Rodney Jerkins và Sean Garrett tại một tòa nhà thu âm của Sony ở thành phố New York. Cô đồng sáng tác và đồng sản xuất gần như tất cả các bài hát trong album, album mới của cô được hoàn tất chỉ sau ba tuần.
B'Day được phát hành trên toàn thế giới vào ngày 4 tháng 9 năm 2006, 5 tháng 9 ở Hoa Kỳ để đúng vào dịp sinh nhật lần thứ 25 của cô. Album đứng đầu trên bảng xếp hạng Billboard 200, bán được hơn 541.000 bản tính riêng tại Hoa Kỳ trong tuần đầu tiên, ngay lập tức trở thành album số 1 đem về cho cô danh hiệu Album của một nữ ca sĩ có doanh số cao nhất trong tuần đầu tại Hoa Kỳ của năm 2006. B'Day được chứng nhận 3x Bạch Kim tại Hoa Kỳ bởi Recording Industry Association of America. Ở Anh, album vụt lên vị trì đầu bảng với đĩa đơn đầu tiên "Déjà Vu" hát cùng với ca sĩ nhạc rap Jay-Z. "Irreplaceable", đĩa đơn toàn cầu thứ hai và đĩa đơn thứ ba ở Hoa Kỳ của album được phát hành và tháng 10 năm 2006, vươn lên vị trì thứ nhất trên bảng xếp hạng Billboard Hot 100 trong 10 tuần liên tiếp, trở thành đĩa đơn đứng ở vị trí đầu bảng lâu nhất trong sự nghiệp solo của Knowles. Tuy là một thành công về mặt thương mại, nhưng thời gian sản xuất khá ngắn là điểm khiến album hứng chịu công kích từ giới phê bình. Album trở thành một thành công lớn của Beyoncé trong năm ấy, vượt mặt cả nữ ca sĩ nhạc Pop nổi tiếng Christina Aguilera vốn đã rất thành công trên thị trường âm nhạc. Các bảng xếp hạng âm nhạc R&B tại Hoa Kỳ và Anh Quốc tràn ngập tên của Beyoncé. Báo chí nhắc đến cô như một hiện tượng âm nhạc đối với đại bộ phận giới trẻ. Album tổng cộng giành được 6 đề cử và thắng 1 giải Grammy.
Knowles đã phát hành lại B'Day vào 3 tháng 4 năm 2007 như là một ấn bản cao cấp hơn, với 5 ca khúc mới và phiên bản tiếng Tây Ban Nha của "Irreplaceable" và "Listen". Knowles cũng phát hành đĩa DVD của album với tên gọi B'Day Anthology (Tuyển tập B'Day) bao gồm video âm nhạc của 10 bài hát trong album B'Day. Cô bắt đầu chuyến lưu diễn vòng quanh thế giới với tên gọi The Beyoncé Experience với trên 90 địa điểm. Buổi biểu diễn ở Staples Centre, Los Angeles vào ngày 2 tháng 9 năm 2007 với sự tham gia của các nghệ sĩ khách mời đặc biệt Jay-Z, Kelly Rowland và Michelle Williams - 2 thành viên còn lại của Destiny's Child - đã được thu lại và phát hành dưới dạng DVD mang tên "The Beyoncé Experience Live".
Tại đêm trao giải Grammy năm 2007, B'Day đã mang lại cho Knowles một giải thưởng Grammy là Album R&B hiện đại xuất sắc nhất. Tại lễ trao giải American Music Awards 2008 (Giải thưởng Âm nhạc Thường Niên Mỹ năm 2008), Knowles đã lập nên lịch sử khi trở thành nữ ca sĩ đầu tiên giành được giải thưởng International Artist Award (Giải thưởng Nghệ sĩ toàn cầu xuất sắc). Knowles cũng trở thành người nghệ sĩ, người mẫu không chuyên đầu tiên được xuất hiện trên bìa của tạp chí Sports Illustrated ấn phẩm đặc biệt năm 2007.

### 2008–10:I Am... Sasha Fiercevà điện ảnh

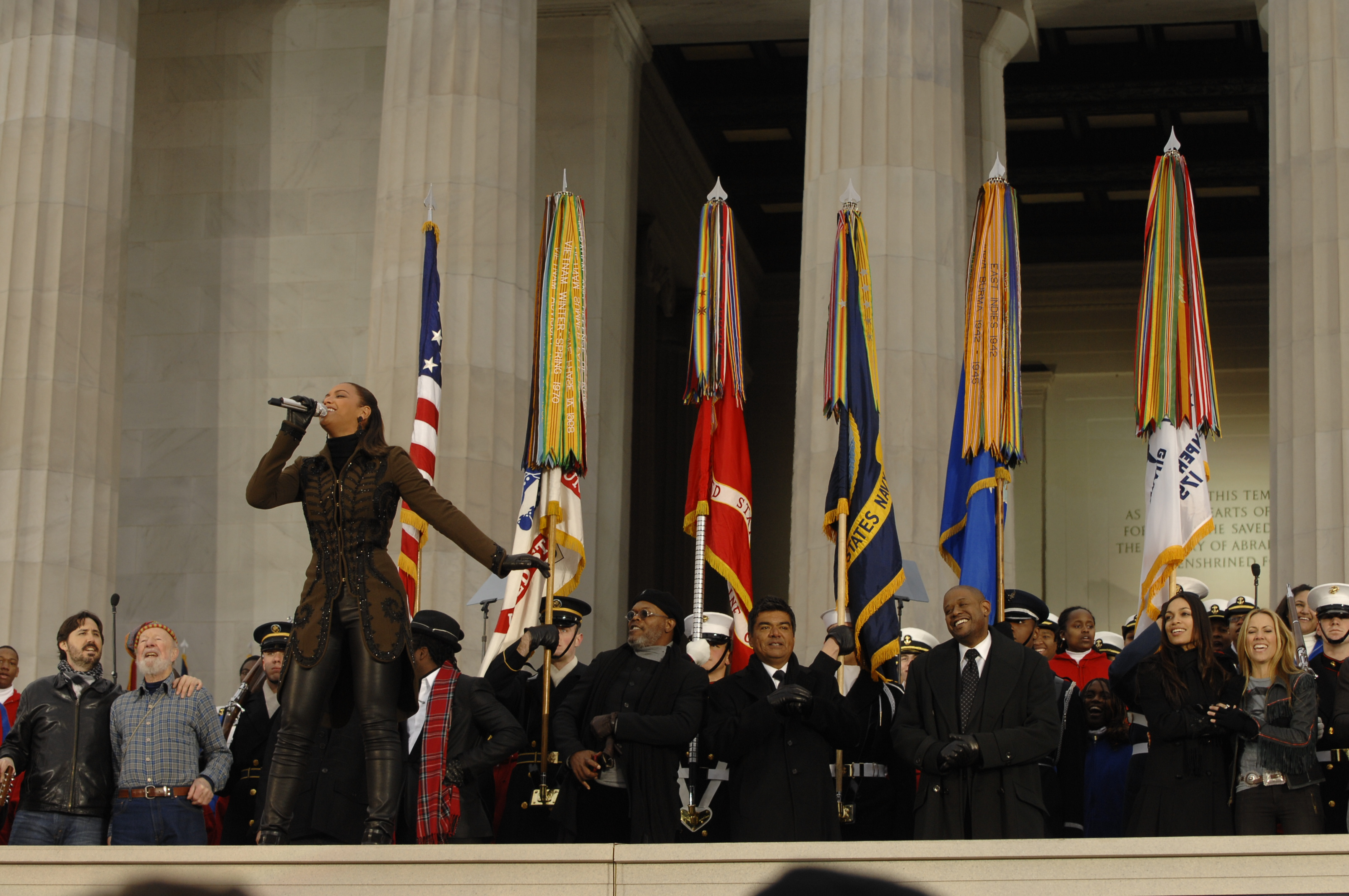
Beyoncé trình bày ca khúc "America the Beautiful" trong buổi lễ nhậm chức của Tổng thống Mỹ Barack Obama ngày 18 tháng 1 năm 2009.

Vào ngày 10 tháng 2 năm 2008, Knowles biểu diễn cùng với một trong những nghệ sĩ có tầm ảnh hưởng lớn với cô, Tina Turner tại lễ trao giải Grammy lần thứ 50. Hai người đã hát ca khúc "Proud Mary", một trong những bài hát nổi tiếng của Tina Turner, và nhận được nhiều lời khen từ giới báo chí. Năm 2008, Knowles, cùng với những ca sĩ nổi tiếng là Mariah Carey, Leona Lewis, Rihanna, Leann Rimes, Miley Cyrus và Mary J. Blige cùng thu âm bài hát Just Stand Up!, cho quỹ từ thiện Stand Up to Cancer. Đồng thời, cô cũng cho ra mắt album thứ ba của mình, I Am... Sasha Fierce, vào tháng 11 năm 2008.
Knowles phát hành album thứ ba của cô, I Am... Sasha Fierce, vào 18 tháng 11 năm 2008. Knowles nói rằng tên Sasha Fierce là tên nghệ danh của cô đã dùng khi cô biểu diễn trên sân khấu. Album được biết trước với việc phát hành hai đĩa đơn của nó, "If I Were a Boy" và "Single Ladies (Put a Ring on It)". Trong khi If I Were A Boy đứng đầu các bảng xếp hạng trên toàn thế giới, chủ yếu là ở các nước châu Âu, Single Ladies (Put a Ring on It) đạt vị trí quán quân trong bảng xếp hạng Billboard Hot 100 tại Hoa Kỳ, trở thành đĩa đơn quán quân thứ 5 trong sự nghiệp solo của Knowles và giúp cô trở thành nữ nghệ sĩ với nhiều đĩa đơn quán quân nhất của thập kỷ (danh hiệu này được chia sẻ với Rihanna).
Knowles xuất hiện trong bộ phim âm nhạc về cuộc đời của một nhân vật có thật, Cadillac Records, trong đó Knowles đã được đóng vai ca sĩ blues nổi tiếng Etta James. Diễn xuất của cô trong phim đã nhận được lời khen ngợi từ các nhà phê bình và bài hát "Once in a Lifetime", một sự hợp tác với Scott McFarnon, được đề cử giải Grammy và một giải Quả cầu vàng. Knowles cũng đóng vai chính đối diện Ali Larter và Idris Elba trong một bộ phim phim kinh dị gọi là Obsessed, được sản xuất từ tháng 5 năm 2008. Bộ phim đã chứng tỏ là một thành công thương mại và đã được phát hành tại Hoa Kỳ ngày 24 tháng 4 năm 2009, bộ phim thu về 11,1 triệu đô la vào ngày đầu tiên phát hành và kết thúc cuối tuần của mình ở vị trí số một, với tổng số là 28,6 triệu đô la. Tuy vậy, cô bị đề cử 1 Giải Mâm xôi vàng cho diễn viên nữ chính tồi nhất.
"Halo", đĩa đơn thứ tư của album, đạt vị trí thứ 5 trong bảng xếp hạng này và là đĩa đơn tốp 10 thứ 12 của Knowles, đưa cô thành nữ nghệ sĩ với nhiều đĩa đơn tốp 10 nhất của thập kỷ. Cô cũng là nữ nghệ sĩ với những tuần tích lũy lớn nhất ở vị trí số một trong thập kỷ này, với tổng số 36 tuần tại vị trí số một, 5 lần đứng nhất và 13 lần nằm trong top 10 trong thập kỷ qua, cũng như trên hầu hết 40 hit của thập kỷ với 18 lần đứng đầu trong 40 hit.
Knowles thắng giải Nữ nghệ sĩ xuất sắc tại lễ trao giải NAACP Image Awards. Cô cũng đoạt giải Best R&B Artist (Nghệ sĩ R&B xuất sắc) tại lễ trao giải Teen Choice Awards 2009. Tại Lễ Nhậm Chức của Tổng thống Hoa Kỳ Barack Obama, Knowles biểu diễn bài hát "America the Beautiful" trong lễ khai mạc và bài hát "At Last" hát lại của Etta James trong lúc Tổng thống Hoa Kỳ Obama và vợ Michelle Obama nhảy điệu nhảy đầu tiên vào ngày 20 tháng 1 năm 2009.
Mùa xuân năm 2009, Knowles bắt đầu chuyến lưu diễn vòng quanh thế giới với tên gọi I Am... Tour bắt đầu tại Edmonton, Canada và tiếp tục với các điểm dừng tại Bắc Mỹ, Nam Mỹ, châu Âu, Nhật Bản, Hàn Quốc, Trung Quốc, Australia, Singapore và Malaysia. Cô kết thúc chuyến lưu diễn tại Hoa Kỳ bằng một đợt diễn đặc biệt trong 4 ngày tại nhà hát 1500 chỗ ngồi Encore Theater tại khu nghỉ mát Steve Wynn ở Las Vegas từ 30 tháng 7 đến 2 tháng 8 với tên gọi I Am... Yours. Theo phóng viên Bob Allen của tạp chí âm nhạc Billboard, với doanh thu trên 36 triệu đô, I Am... Tour lọt vào danh sách tốp 15 chuyến lưu diễn với doanh thu cao nhất năm.

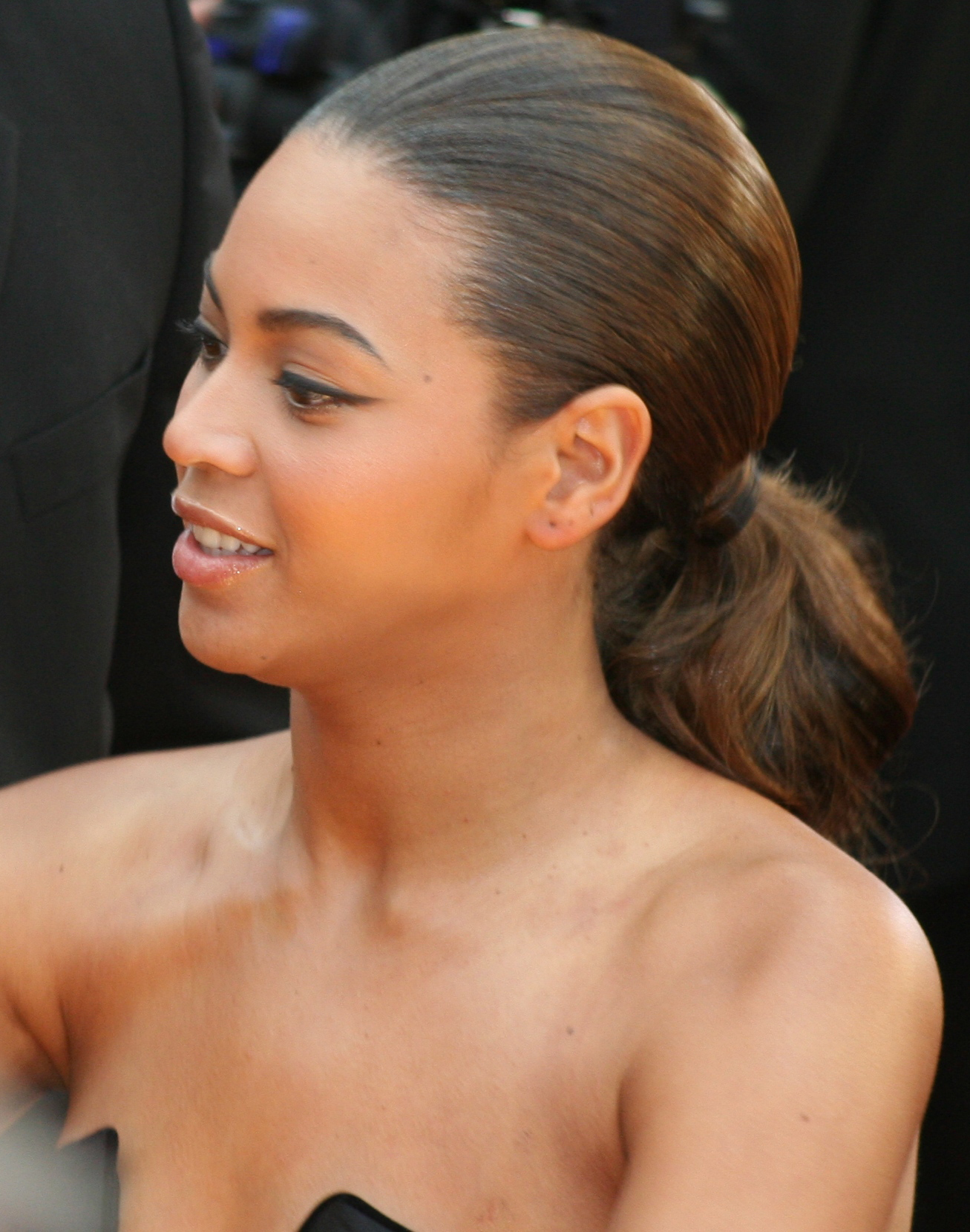
Knowles tại giải Oscar lần 81 vào tháng 2 năm 2009.

Video của đĩa đơn "Single Ladies (Put a Ring on It)" chiến thắng giải thưởng BET Awards cho Video của năm. Thêm vào đó, video này còn nhận được 9 đề cử trong năm 2009 MTV Video Music Awards và chiến thắng 3 giải trong đó có giải thưởng Video của năm. Video này đánh mất giải thưởng Video xuất sắc của nữ nghệ sĩ vào tay của Taylor Swift với video "You Belong With Me", sự việc dẫn đến tranh cãi khi Kanye West ngắt lời Taylor Swift trong lúc nhận giải và tuyên bố rằng "Beyoncé có video hay nhất của mọi thời đại!". Đến cuối buổi lễ trao giải, khi Knowles lên nhận giải thưởng cho Video của năm, cô nói "Khi tôi 17 tuổi, cùng với Destiny's Child chúng tôi chiến thắng giải thưởng MTV đầu tiên. Đó là một giây phút thật tuyện vời với tôi. Vì vậy, tôi mời Taylor bước ra sân khấu và có được giây phút của riêng mình." Cô mời Swift ra sân khấu và Swift hoàn tất diễn văn nhận giải của mình. Vào tháng 10 năm 2009, cô được tạp chí Billboard trao giải thưởng Người phụ nữ của năm. Chấp nhận giải thưởng, Knowles nhận xét: "Tôi là người phụ nữ may mắn nhất trên thế giới.". Trong tháng 11 năm 2009, Knowles đã được công bố như là người chiến thắng 'World's Greatest Popstars' của 4Music của Vương quốc Anh được tài trợ bởi Rimmel. Hơn 100.000 lá phiếu, với Knowles đứng ở vị trí cao với những lá phiếu công khai, thậm chí còn đứng trước cả Madonna, Britney Spears, Eminem và Pink. Knowles tham gia vào "Hope for Haiti Now: A Global Benefit for Earthquake Relief". Cô xuất hiện tại Luân Đôn với Jay-Z, Rihanna, và U2 Bono và The Edge, cô đã thực hiện một phiên bản khác của bài hát "Halo" của cô. Knowles đã đứng đầu giải Grammy lần thứ 52, nhận được 10 đề cử, bao gồm Album của năm cho I Am... Sasha Fierce, Giải Grammy cho Thu âm của Năm cho "Halo", và Bài hát của năm cho "Single Ladies (Put a Ring on It)"; cuối cùng cô giành được giải thưởng Bài hát của Năm cho "Single Ladies (Put a Ring on It)" trong số này. Knowles đã lập một kỷ lục cho số các giải thưởng Grammy được đoạt trong một đêm duy nhất của một nghệ sĩ nữ vào 31 tháng 1 năm 2010, khi cô đã mang về nhà sáu giải thưởng từ mười đề cử của mình. Hai tuần cuối cùng của ngày biểu diễn cho "I Am... Tour" đã diễn ra trong tháng 2 năm 2010 tại Nam Mỹ và Caribê.

### 2011–15:4vàBEYONCÉ

Beyoncé biểu diễn album 4 tại Roseland, Kansas.

Vào tháng Giêng 2010, Knowles được thực hiện một buổi phỏng vấn cùng USA Today và tuyên bố rằng cô sẽ nghỉ ngơi vào năm 2010. Cô nói "đương nhiên tôi sẽ phải nghỉ một chút, để có thể nạp lại năng lượng...Như trong sáu tháng qua tôi đã không đến phòng thu để làm việc. Tôi muốn sống cuộc sống của tôi, và sau đó tôi có thể tìm được nguồn cảm hứng." Trong thời gian này, chương trình 60 Minutes đã trình chiếu những hình ảnh khi cô học tại nhà khi vẫn còn bé và cầu nguyện trước mỗi buổi diễn. Vào tháng 2 năm 2010, cô kết hợp cùng ca khúc của ca sĩ Lady Gaga, "Telephone". Ca khúc vươn lên vị trí quán quân ở bảng xếp hạng Pop Songs tại Mĩ, trở thành ca khúc quán quân thứ sáu của Knowles và Gaga. Nhờ thế mà họ đã đánh Mariah Carey cho ca khúc quán quân nhiều nhất trên các bảng xếp hạng kể từ khi xuất hiện Bảng xếp hạng 40 ca khúc của Nielsen BDS-based trên các đài phát thanh năm 1992. Ca khúc nhận được đề cử giải Grammy cho Best Pop Collaboration with Vocals tại giải 53rd Grammy Awards.
Vào tháng 11 năm 2010, Knowles tiết lộ rằng cô đang trong kế hoạch thực hiện album thứ tư của mình mang tên 4, và đang viết và sản xuất một thể loại âm nhạc. Cô nói rằng cô dùng cuộc sống của cô để có thể tạo nên chất liệu nhạc riêng của cô. Sau đó, Knowles nói tiếp rằng "Tôi sẽ không nói rằng tôi sẽ phát minh ra một thể loại âm nhạc mới...Tôi chỉ hòa trộn những thể loại nhạc mà tôi thích và đầy cảm hứng từ nhiều thể loại khác nhau. Đó không phải là R&B. Đó không đơn thuần là Pop. Đó không phải là Rock. Đó chính là những gì tôi yêu thích và tạo nên một hỗn hợp âm nhạc." Knowles tiết lộ thêm album sẽ lấy cảm hứng từ vài nghệ sĩ như Fela Kuti, The Stylistics, Lauryn Hill, Stevie Wonder và Michael Jackson. Những nhà sản xuất và nhạc sĩ thực hiện album gồm Jim Jonsin, Ne-Yo, Sean Garrett, The Dream, Symbolyc One, Diplo, Switch, Derek Miller and Frank Ocean. 4 sẽ được phát hành chính thức vào ngày 28 tháng 6 năm 2011. Album đã phát hành đĩa đơn đầu tiên là "Run the World (Girls)" được phát hành vào ngày 21 tháng 4 năm 2011.
Bên cạnh đó, Knowles cho biết cô sẽ trở lại với sự nghiệp điện ảnh trong bộ phim làm lại từ A Star Is Born, người sẽ đạo diễn và sản xuất là Clint Eastwood cùng hãng Warner Bros. Bộ phim được làm lại từ Bản năm 1976 của Barbra Streisand và Kris Kristofferson. Vào tháng 2 năm 2011, một nguồn tin đã khẳng định Knowles sẽ biểu diễn tại Glastonbury Festival 2011, cô sẽ trình diễn các tiết mục gồm 90 phút tại sân khấu vào ngày 26 tháng 6 năm 2011. Cô cùng sẽ trình diễn tại Oxegen Festival ở Ireland, và T in the Park Festival ở Scotland vào tháng 7 năm 2011. Trong một vài tài liệu cho biết cô đã nhận 1 triệu đô-la từ Muammar Gaddafi trong gia đình tổng thống Libya trong các buổi diễn. Sau đó, một người đã tiết lộ Knowles đã gửi tiền số tiền ấy ủng hộ cho quỹ Clinton Bush Haiti Fund, để trợ giúp cho các đồng bào Động đất Haiti 2010. Vào 28 tháng 3 năm 2011, các thông tin đã tuyên bố rằng Knowles đã không còn được quản lý bởi cha cô Mathew Knowles, vì một số lý do cá nhân chưa tiết lộ.
Hiện nay Beyoncé cũng là một danh ca thành công nhất trong dòng nhạc Pop

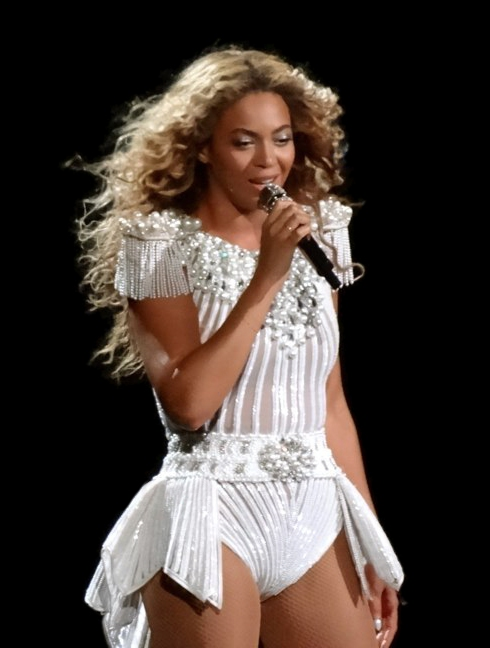
Beyoncé tại The Mrs. Carter Show World Tour.

Album mang chính tên cô được bắt tay thực hiện vào năm 2012 tại New York, nơi mà những nhạc công làm việc với Beyoncé trong một tháng và cùng nhau tụ họp sinh sống cũng như làm việc ở những địa điểm thay đổi thường xuyên. Trong chuyến lưu diễn của cô (The Mrs. Carter Show World Tour) vào năm 2013, tính chất của dự án thay đổi khi cô mong muốn tạo nên những thước phim ngắn cho các bài hát và ủng hộ một bản phát hành bất ngờ. Kết quả là, tình trạng của album và những thông tin liên quan đã được giữ kín trước công chúng. Cô lại tiếp tục ghi âm bí mật nghiêm ngặt và hợp tác với nhạc sĩ rock Boots, người đã tham gia sản xuất đa phần trong album. Sự hợp tác này đã tạo nên chất liệu nhạc mang tính thử nghiệm rất cao với sự hòa trộn giữa R&B cùng nhạc điện tử; các bài hát được cấu trúc lỏng lẻo và đặc trưng bởi hiệu ứng âm nhạc lập dị và phong cách thanh nhạc đa dạng bao gồm cả rap, giọng ý thức và giọng pha.
Album đã được phát hành trực tuyến mà không thông báo trước, khiến công chúng bị sửng sốt bởi việc phát hành của album. Album nhận được rất nhiều khen ngợi từ các nhà phê bình âm nhạc, trong đó khen ngợi phần sản xuất, chủ đề các ca khúc và giọng hát của Beyoncé. Album đã được liệt kê vào danh sách các album hay nhất của năm 2013 bởi nhiều tạp chí khác nhau. Album giành được vị trí quán quận trên bảng xếp hạng Billboard 200, với 828,773 bản được tiêu thụ trong ba ngày và trở thành album quán quân thứ 5 liên tiếp của Beyoncé cũng như trở thành album bán chạy nhất trong lịch sử của iTunes Store. Tính đến nay, album đã bán được 3.36 triệu bản toàn cầu, và có 5 đĩa đơn đã được phát hành từ album - XO; Drunk in Love; Partition; Pretty Hurts và Flawless.
Ngày 24 tháng 11 năm 2014, Beyoncé phát hành bản Platinum Edition của BEYONCÉ. Album cũng bao gồm một đĩa CD bao gồm hai bài hát mới được thu âm (7/11 và Ring off) và bốn bản remix đã phát hành trước đó, cùng một DVD thứ hai với mười màn biểu diễn trực tiếp trong quá trình quay The Mrs. Carter Show World Tour (2013-2014).
Album đã giành được 3 giải tại Giải Grammy lần thứ 57, nâng tổng số giải Grammy của cô lên 20. Cô trở thành nghệ sĩ nữ có nhiều giải Grammy thứ hai (sau Alison Krauss và Aretha Franklin)

### 2016:Lemonade
Ngày 6 tháng 2 năm 2016, Beyoncé phát hành "Formation", được coi là đĩa đơn mở đường cho album trực quan thứ hai Lemonade. Sau đó một ngày, cô đã trình diễn ca khúc lần đầu tiên tại Super Bowl 50 Halftime Show cùng với Coldplay và Bruno Mars.
Ngày 23 tháng 4 năm 2016, Lemonade được phát hành. Không giống như người tiền nhiệm với từng video ca nhạc riêng biệt cho mỗi bài hát, Lemonade được quảng bá bằng một bộ phim một giờ, phát sóng trên HBO. Album là tập hợp của nhiều thể loại âm nhạc khác nhau, như pop, R&B, blues, rock, hip hop, soul, funk, đồng quê, phúc âm và trap, với sự tham gia góp giọng của James Blake, Kendrick Lamar, The Weeknd và Jack White. Album được ra mắt lần đầu tiên dưới hình thức online streaming vào ngày 23 tháng 4 thông qua Tidal.
Lemonade ra mắt tại vị trí số một trên bảng xếp hạng Billboard 200, với 485.000 bản được tiêu thụ trong tuần đầu phát hành (653.000 bản sau khi kết hợp với lượng nghe trực tuyến và các giao dịch trực tuyến liên quan đến bài hát trong album), trở thành album quán quân thứ sáu của Beyoncé tại Hoa Kỳ cũng như giúp cô trở thành nghệ sĩ đầu tiên trong lịch sử bảng xếp hạng đạt được thành tích này. Ngoài ra, trong cùng một tuần, Beyoncé đã trở thành nghệ sĩ nữ đầu tiên có nhiều bài hát lọt vào bảng xếp hạng Billboard Hot 100 cùng lúc nhất với cả 12 bài trong album. Từ tháng 4 đến tháng 10 năm 2016, Beyoncé thực hiện chuyến lưu diễn The Formation World Tour xuyên qua các quốc gia tại Bắc Mỹ và châu Âu để quảng bá album. Chuyến lưu diễn đạt thành công lớn về mặt thương mại khi thu về 256 triệu đô-la Mỹ, lọt vào danh sách doanh thu cao nhất mọi thời đại. Tại Giải Grammy lần thứ 59, Beyoncé nhận 9 đề cử, bao gồm "Album của năm" cho Lemonade, "Thu âm của năm" và "Bài hát của năm" cho "Formation". Tuy nhiên cô chỉ thắng hai giải phụ là "Best Music Video" cho MV Formation và "Best Urban Contemporary album" cho Lemonade và tuột mất các giải quan trọng vào tay Adele. Tại giải thưởng này cô đã trình diễn hai bài hát Love Drought và Sandcastles.

### 2017-21:Everything Is Love,Homecoming,The Lion KingvàBlack Is King

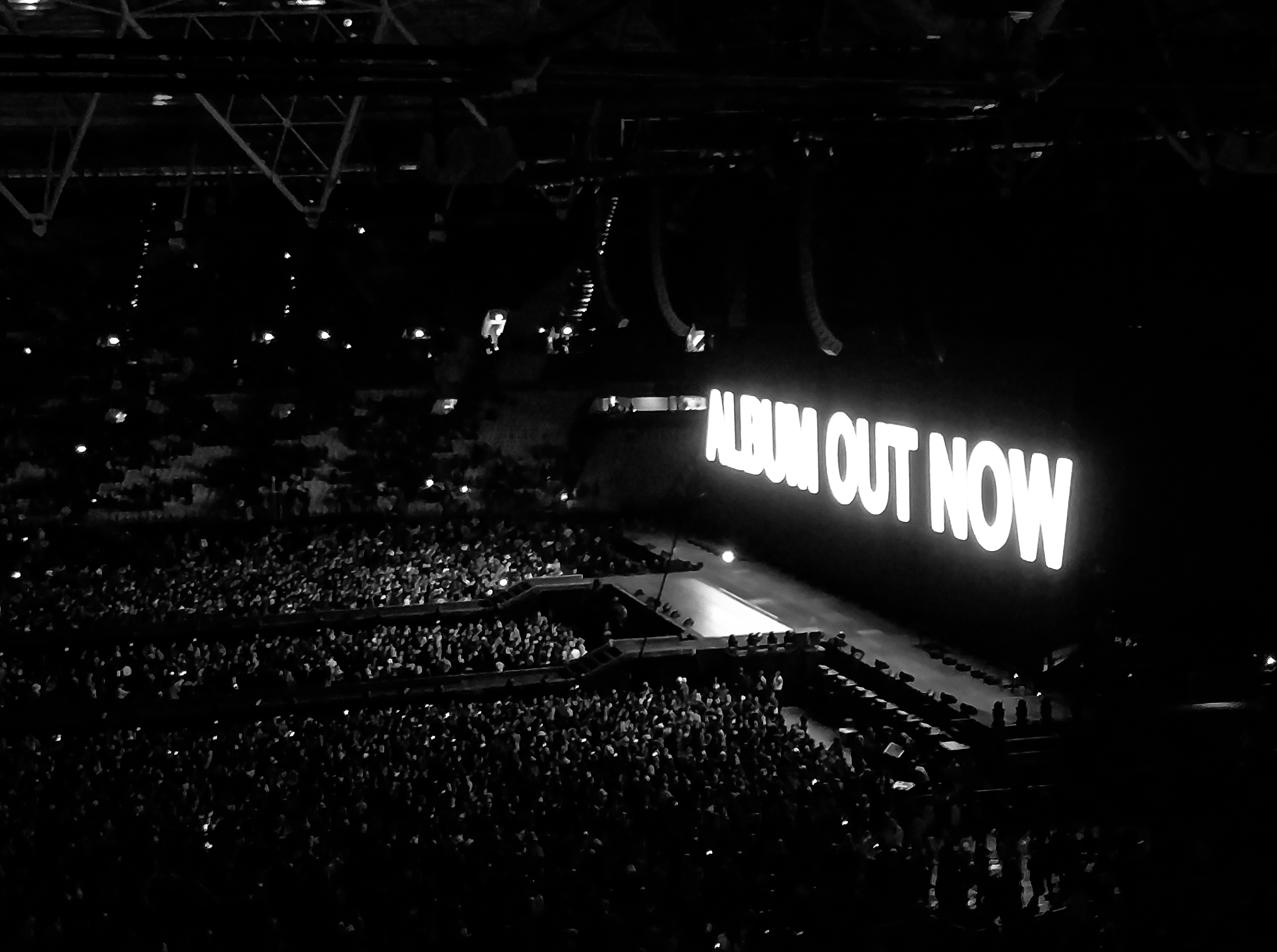
Beyonce tại buổi biểu diễn cuối cùng ở London của On the Run II Tour.

Vào tháng 1 năm 2017, có một thông báo rằng Beyoncé sẽ tham gia Liên hoan âm nhạc và nghệ thuật Coachella. Điều này sẽ khiến Beyoncé  là nghệ sĩ nữ thứ hai tham dự lễ hội kể từ khi nó được thành lập vào năm 1999. Sau đó, đã được thông báo vào ngày 23 tháng 2 năm 2017 rằng Beyoncé sẽ không còn có thể biểu diễn tại lễ hội do những lo ngại của bác sĩ liên quan đến việc mang thai của cô. Các chủ sở hữu lễ hội tuyên bố rằng cô sẽ thay vào đó là tham dự lễ hội năm 2018. Sau thông báo về việc Beyoncé rời khỏi đội hình lễ hội, giá vé giảm 12%.
Vào ngày 13 tháng 6 năm 2017, Beyoncé đã hạ sinh cặp song sinh Rumi và Sir Carter tại Trung tâm y tế Ronald Reagan UCLA ở Los Angeles, California. Vào tháng 9 năm 2017, Beyoncé đã hợp tác với J Balvin và Willy William, để phát hành bản phối lại của bài hát "Mi Gente". Beyoncé đã quyên góp tất cả số tiền thu được từ bài hát cho các tổ chức từ thiện cho những người bị ảnh hưởng bởi cơn bão Harvey và cơn bão Irma ở Texas, México, Puerto Rico và các đảo Caribbean khác.
Vào ngày 10 tháng 11 năm 2017, Eminem đã phát hành "Walk on Water" với Beyoncé là đĩa đơn chính trong album Revival của anh. Vào ngày 30 tháng 11 năm 2017, Ed Sheeran tuyên bố rằng Beyoncé sẽ xuất hiện trong bản phối lại cho bài hát "Perfect" của anh. "Perfect" được phát hành vào ngày 1 tháng 12 năm 2017. Bài hát đạt vị trí số một tại Hoa Kỳ, trở thành đĩa đơn thứ sáu trong sự nghiệp solo của Beyoncé.
Vào ngày 4 tháng 1 năm 2018, video âm nhạc hợp tác của Beyoncé và Jay-Z, "Family Feud" đã được phát hành. Nó được đạo diễn bởi Ava DuVernay. Vào ngày 1 tháng 3 năm 2018, DJ Khaled đã phát hành "Top Off" là đĩa đơn đầu tiên trong album sắp phát hành Father of Asahd kết hợp với Beyoncé, Jay-Z và Future. Vào ngày 5 tháng 3 năm 2018, một tour diễn chung với Jay-Z và Beyonce đã bị rò rỉ trên Facebook. Thông tin về các tour diễn sau đó đã được gỡ xuống. Cặp đôi đã công bố tour diễn chung chính thức là On the Run II Tour vào ngày 12 tháng 3 và đồng thời phát hành đoạn giới thiệu cho chuyến lưu diễn trên YouTube. Vào ngày 20 tháng 3 năm 2018, cặp đôi đã tới Jamaica để quay một video âm nhạc của đạo diễn Melina Matsoukas.
Vào ngày 14 tháng 4 năm 2018, Beyoncé đã tham dự lần đầu tiên trong hai ngày cuối tuần với tư cách là hoạt động quảng cáo rầm rộ của Lễ hội âm nhạc Coachella. Buổi biểu diễn của cô vào ngày 14 tháng 4, với sự tham dự của 125.000 người tham gia lễ hội, ngay lập tức được khen ngợi, với nhiều phương tiện truyền thông, được mô tả là phần trình diễn hay nhất lịch sử lễ hội. Buổi biểu diễn đã trở thành bài tweet được nhắc đến nhiều nhất vào cuối tuần, cũng như màn trình diễn Coachella được xem nhiều nhất và hiệu suất trực tiếp được xem nhiều nhất trên YouTube mọi thời đại.
Vào ngày 6 tháng 6 năm 2018, Beyoncé và Jay-Z đã khởi động chuyến lưu diễn On the Run II tại Cardiff, Vương quốc Anh. Mười ngày sau, tại buổi biểu diễn cuối cùng ở Luân Đôn, cặp đôi đã tiết lộ All Is Love, album phòng thu chung của họ, được ghi dưới tên The Carters, và ban đầu chỉ có trên Tidal. Cặp đôi này cũng đã phát hành video cho đĩa đơn của album, "Apeshit", trên kênh YouTube chính thức của Beyoncé. Everything Is Love nhận được đánh giá tích cực, và ra mắt ở vị trí thứ hai trên US Billboard 200, với 123.000 album được bán ra, trong đó 70.000 là doanh số album thuần túy.
Vào ngày 17 tháng 4 năm 2019, Beyoncé cùng với nhà cung cấp dịch vụ truyền thông Netflix, đã công chiếu bộ phim tài liệu và buổi hòa nhạc dài 137 phút Homecoming, chủ yếu liên quan đến các buổi biểu diễn Coachella 2018 lịch sử của Beyoncé. Bộ phim được đi kèm với album trực tiếp Homecoming: The Live Album. Sau đó, một báo cáo rằng Beyoncé và Netflix đã ký hợp đồng trị giá 60 triệu đô la để sản xuất ba dự án khác nhau, một trong số đó là Homecoming. Homecoming đã nhận được sáu đề cử tại Giải thưởng Emmy lần thứ 71 hạng mục Nghệ thuật Sáng tạo.
Beyoncé đã tham gia lồng giọng cho nhân vật Nala trong phiên bản điện ảnh làm lại của The Lion King được công chiếu vào 19 tháng 7, 2019. Beyoncé xuất hiện trong album soundtrack của phim, phát hành vào 11 tháng 7 năm 2019, với phiên bản làm lại của ca khúc "Can You Feel the Love Tonight" (bản gốc được viết bởi Elton John) hợp tác cùng các diễn viên - nghệ sĩ nổi bật như Donald Glover, Billy Eichner và Seth Rogen. Ngoài ra, một bài hát trong phim, "Spirit", được phát hành dưới dạng đĩa đơn từ cả album nhạc phim và album The Lion King: The Gift – một album đồng hành được phát hành cùng thời điểm với bộ phim, do chính Beyoncé sản xuất và quản lý. Cô nói rằng album ảnh hưởng bởi nhiều thể loại, từ R&B, pop, hip hop và cả Afro Beat. Các bài hát được sản xuất bởi các nhà sản xuất đến từ châu Phi, mà Beyoncé nói là vì "tính chân thực đối với [cô ấy]", vì bộ phim lấy bối cảnh ở châu Phi. Vào tháng 9 cùng năm, một bộ phim tài liệu ghi lại quá trình phát triển, sản xuất và quay M/V (video ca nhạc) của The Lion King: The Gift có tựa đề "Beyoncé Presents: Making The Gift" đã được phát sóng trên kênh ABC.
Vào ngày 29 tháng 4 năm 2020, Beyoncé hợp tác cùng nữ rapper Megan Thee Stallion trong bản remix của ca khúc "Savage", đánh dấu sự xuất hiện trên phương diện âm nhạc đầu tiên của cô trong năm. Bài hát dành được vị trí số 1 bảng xếp hạng Billboard Hot 100, đánh dấu bài hát thứ 11 có sự góp mặt của Beyoncé dành được vị trí cao nhất trên bảng xếp hạng. Vào ngày 19 tháng 6 năm 2020, Beyoncé phát hành đĩa đơn từ thiện phi lợi nhuận "Black Parade". Vào ngày 23 tháng 6, cô tiếp tục phát hành phiên bản phòng thu của album này với một phiên bản a cappella độc quyền trên dịch vụ stream nhạc trực tuyến Tidal.
Black Is King, một album video dựa trên The Lion King: The Gift, được công chiếu rộng rãi trên dịch vụ Disney+ vào 31 tháng 7 năm 2020. Được sản xuất bởi Disney và Parkwood Entertainment, album video do Beyoncé viết kịch bản, đạo diễn và điều hành. Album này được Disney mô tả là "một cuốn hồi ký kỷ niệm về trải nghiệm của người da màu". Beyoncé dành được nhiều đề cử nhất (9 đề cử) tại lễ trao giải Grammy Awards lần thứ 63, là nghệ sĩ nhận được nhiều giải thưởng nhất (4 giải thưởng), biến cô trở thành ca sĩ cũng như nghệ sĩ nữ nhận được nhiều giải thưởng nhất.
Beyoncé đã viết và thu âm một bài hát có tựa đề "Be Alive" cho bộ phim tiểu sử King Richard. Cô lần đầu tiên nhận được đề cử cho giải thưởng Academy Award cho hạng mục Best Original Song tại lễ trao giải 94th Academy Awards cho Be Alive, bên cạnh nhà đồng sản xuất DIXSON.

### 2022:Renaissance
Vào ngày 9 tháng 6 năm 2022, Beyoncé bất ngờ xóa ảnh đại diện của mình trên các nền tảng mạng xã hội, gây nên tin đồn rằng cô sẽ phát hành album âm nhạc mới. Vài ngày sau, dư luận lại tiếp tục đồn đoán về album phòng thu thứ bảy sắp tới của cô thông qua tài khoản Twitter của tổ chức phi lợi nhuận BeyGood do cô sáng lập. Vào ngày 15 tháng 6 năm 2022, Beyoncé chính thức công bố album phòng thu thứ bảy của mình, mang tên Renaissance. Album được chính thức phát hành vào ngày 29 tháng 7 năm 2022. Đĩa đơn đầu tiên trong album Renaissance, "Break My Soul", đã được ra mắt trước đó vào 20 tháng 6 năm 2022. Sau khi phát hành, Renaissance đã nhận được sự hoan nghênh nhiệt liệt từ giới phê bình. Album nhanh chóng đứng đầu bảng xếp hạng Billboard 200, khiến cô trở thành nữ nghệ sĩ đầu tiên có bảy album phòng thu ra mắt ở vị trí số một tại Hoa Kỳ.

## Đời tư

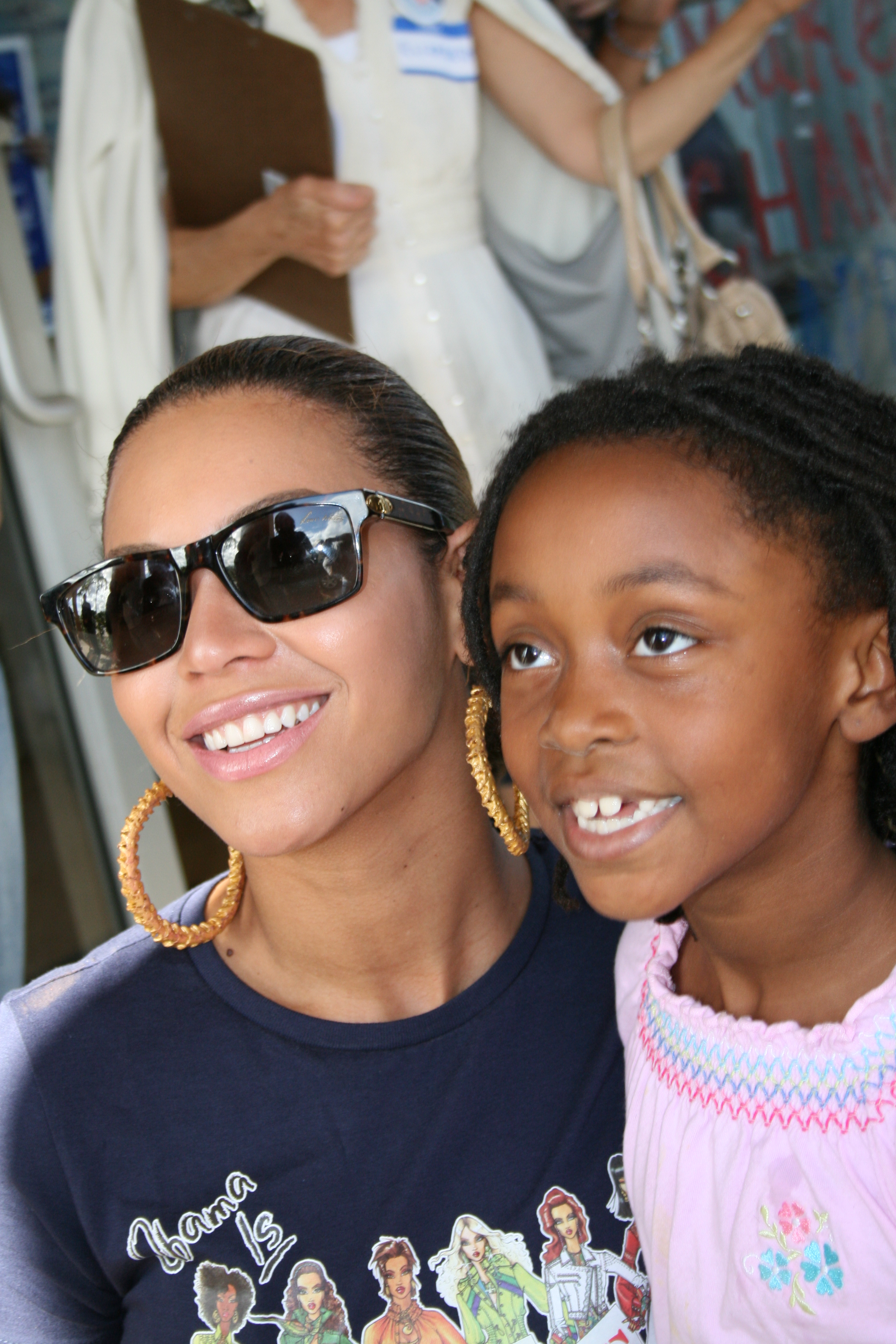
Knowles gây bất ngờ khi ghé thăm tổng thống Barack Obama lúc đó là vẫn là ứng cử viên tại Sistrunk Boulevard trong Fort Lauderdale, Florida, vào ngày cuối của cuộc bầu cử.

Trong tình trạng hỗn loạn của Destiny's Child vào năm 2000, Beyoncé đã thừa nhận trong tháng 12 năm 2006 rằng cô đã phải trải qua tình trạng trầm cảm nặng nề, là dư âm từ những cuộc đấu tranh: mối bất hòa công khai của LeToya Luckett và LaTavia Roberson, bị tấn công bởi các phương tiện truyền thông, nhà phê bình, và trải nghiệm tiêu cực từ người bạn trai lâu năm (mà cô đã hẹn hò từ năm 12-19 tuổi).
Đối đầu với căn bệnh trầm cảm kéo dài trong nhiều năm, cô từng nhốt mình trong phòng ngủ hàng ngày và tuyệt thực. Beyoncé nói rằng cô ấy đấu tranh để nói về trầm cảm của mình vì Destiny's Child vừa đoạt giải Grammy đầu tiên của họ và cô ấy sợ không có ai cho rằng cô nghiêm túc. Tất cả những sự kiện đã làm cho cô ấy đặt câu hỏi cho mình và những người bạn của cô, mô tả về tình hình cô nói: Bây giờ tôi là một người nổi tiếng. Tôi đã sợ tôi không bao giờ muốn tìm ai đó một lần nữa để yêu thương tôi cho tôi. Tôi đã sợ làm những người bạn mới. Mẹ cô, Tina Knowles, đã giúp cô thoát khỏi căn bệnh, bà từng động viên rằng: "Vì sao con cứ nghĩ rằng người ta không yêu con làm chi? Con có biết con dễ thương, thông minh và xinh đẹp lắm không ?" ("Why do you think a person wouldn't love you? Don't you know how smart and sweet and beautiful you are?")
Năm 2002, Beyoncé đã có tình cảm với anh chàng rapper Jay-Z, từ khi cả hai cùng song ca bài "'03 Bonnie and Clyde". Bất chấp những tin đồn dai dẳng, cả hai vẫn giữ chuyện tình cảm của mình thật kín đáo. Năm 2005, dư luận bắt đầu xôn xao về chuyện đám cưới bí mật của họ, nhưng hai người vẫn luôn luôn kín miệng trước những câu hỏi này.
Vào ngày 4 tháng 4 năm 2008, Beyoncé và Jay-Z kết hôn ở thành phố New York. Cô giấu chiếc nhẫn cưới và không công bố tin tức hôn lễ của mình, cho đến buổi hòa nhạc Fashion Rocks vào ngày 5 tháng 9 năm 2008 tại New York . Trước khi cưới nhau, Beyoncé và Jay-Z đã được tạp chí TIME liệt kê vào danh sách những cặp đôi quyền lực nhất trong 100 người có ảnh hưởng nhất của năm 2006 (Most Powerful Couple / Time 100 Most Influential people of 2006) . Tháng 1 năm 2009, Forbes mệnh danh họ là cặp đôi có thu nhập hàng đầu của Hollywood, với tổng cộng 162 triệu $..
Ngày 07 tháng 1 năm 2012, Beyoncé hạ sinh một con gái, đặt tên là Blue Ivy Carter, tại Bệnh viện Lenox Hill ở New York . Ngày 09 tháng 1 năm 2012, Jay-Z phát hành "Glory", một bài hát dành riêng cho con, và công bố trên trang mạng xã hội LifeandTimes.com của mình.
Vào ngày 1 tháng 2 năm 2017, cô thông báo về việc mang thai sinh đôi trên mạng xã hội Instagram. Bài viết đã thu hút hơn 6 triệu lượt like chỉ trong vòng 8 tiếng đồng hồ, trở thành bài đăng có lượt like nhanh nhất tính tới thời điểm đó. Ngày 13 tháng 7 năm 2017, cô đăng hình ảnh đầu tiên về cặp sinh đôi cũng như thông báo về việc cặp sinh đôi đã ra đời 1 tháng trước đó, ngày 13 tháng 6 năm 2017 tên Rumi và Sir Carter. Cặp sinh đôi được sinh ra ở Trung Tâm Y tế Ronald Reagan UCLA, California, Rumi sinh trước Sir.

## Hoạt động khác

### Dòng thời trang
Knowles và mẹ của cô đã phát triển dòng thời trang House of Deréon, hãng quần áo thời trang dành riêng cho phụ nữ, vào năm 2005. Dòng thời trang được dành cho ba thế hệ phụ nữ trong gia đình, và Deréon được sử dụng trong từ House of Deréon là tên của bà ngoại của cô, Agnèz Deréon, người đã từng là một nữ thiết kế thời trang nổi tiếng một thời. Theo Tina Knowles, phong cách tổng thể của dòng sản phẩm tốt nhất phản ánh thị hiếu và phong cách của Knowles. Ngoài ra, hãng còn cung cấp cho nhóm Destiny's Child những bộ quần áo thời trang trong chuyến lưu diễn quảng bá album Destiny Fulfilled vào năm 2006. Cửa hiệu House of Deréon đã có mặt tại hai nước đó là Hoa Kỳ và Canada. Cửa hàng còn bán quần áo thể thao, quần bò may với lông thú, áo khoác và phụ kiện thời trang. Ngoài ra, hãng cũng cho ra mắt House of Brands, chuyên bán các loại giày cao gót dành cho phụ nữ. Năm 2004, Knowles và mẹ cô thành lập công ty của gia đình họ Beyond Productions, cung cấp giấy phép và quản lý thương hiệu cho House of Deréon. Cuối năm 2008, hãng cho ra mắt Beyoncé Fashion Diva, một trò chơi trực tuyến dành cho điện thoại di động, nhằm để quảng bá rộng rãi cho hãng.
Hãng cũng đã bị có nhiều lời chỉ trích từ Hiệp hội bảo vệ động vật (PETA) vì đã sử dụng lông thú trong dòng sản phẩm. Việc tổ chức này đã gửi thư kháng nghị và phải đối đầu với những người nổi tiếng tại một bữa ăn tối để bàn về vấn đề này. Knowles vẫn chưa đáp ứng.

### Quảng cáo
Năm 2002, Knowles nhận một hợp đồng quảng cáo từ hãng nước giải khát Pepsi, trong đó bao gồm quảng cáo xuất hiện trên truyền hình, cũng như các đài phát thanh và quảng cáo Internet. Cô đã giúp công ty tiếp cận người tiêu dùng nhiều hơn về nguồn gốc chủng tộc, văn hóa và bản sắc dân tộc. Năm 2004, cô quay quảng cáo Pepsi cùng Britney Spears, Pink và Enrique Iglesias vào vai các hiệp sĩ Hi Lạp cổ đại, vài năm sau cùng với Jennifer Lopez và cầu thủ David Beckham quay quảng cáo có tựa Samurai. Hàng loạt các thoả thuận của Knowles về thương mại và sản phẩm cũng bao gồm các sản phẩm chăm sóc sắc đẹp và nước hoa. Cô đã làm việc với L'Oréal từ năm 18 tuổi, và ký kết các hợp đồng với các công ty mỹ phẩm trong năm 2003, thu nhập của cô khoảng 1 triệu đô la. Năm 2004, cô cũng quảng cáo cho hãng nước hoa True Star thuộc hãng Tommy Hilfiger, Knowles cũng hát lại bài hát "Wishing on a Star" cho quảng cáo của hãng, mang về cho cô 250 nghìn đô la. Tiếp đó, cô cũng là đại sứ của sản phẩm True Star Gold thuộc hãng Tommy Hilfiger vào năm 2005 và hãng nước hoa cao cấp Emporio Armani's Diamonds vào năm 2007. Forbes báo cáo rằng Knowles kiếm được 80 triệu đô la trong thời gian từ tháng 6 2007 và tháng 6 2008, kết hợp với album, tour diễn của cô, kinh doanh thời trang, và thoả thuận về quảng cáo. Knowles đã đánh bại các "đối thủ" như Britney Spears, Miley Cyrus và "Anh em nhà Jonas" để chiếm vị trí đầu trong danh sách Các ngôi sao dưới 30 tuổi kiếm tiền nhiều nhất với hơn 87 triệu đôla thu nhập giữa năm 2008 và 2009. Đặc biệt, tạp chí Forbes đã liệt kê Beyoncé đứng thứ tư trong danh sách Những người nổi tiếng có ảnh hưởng nhất thế giới.

## Danh sách đĩa nhạc

### Album riêng
- Dangerously in Love (2003)
- B'Day (2006)
- I Am... Sasha Fierce (2008)
- 4 (2011)
- Beyoncé (2013)
- Lemonade (2016)
- Renaissance (2022)

### Album hợp tác
- Everything Is Love (2018; với Jay-Z dưới nghệ danh The Carters)

## Lưu diễn
- Dangerously in Love Tour (2003)
- Verizon Ladies First Tour (2004)
- The Beyoncé Experience (2007)
- I Am... World Tour (2009)
- The Mrs. Carter Show World Tour (2013-2014)
- On The Run Tour (2014 / cùng với Jay-Z)
- Formation World Tour (2016)
- On The Run Tour II (2018 / cùng với Jay-Z)
- Renaissance World Tour (2023)